# Karl Hürthle

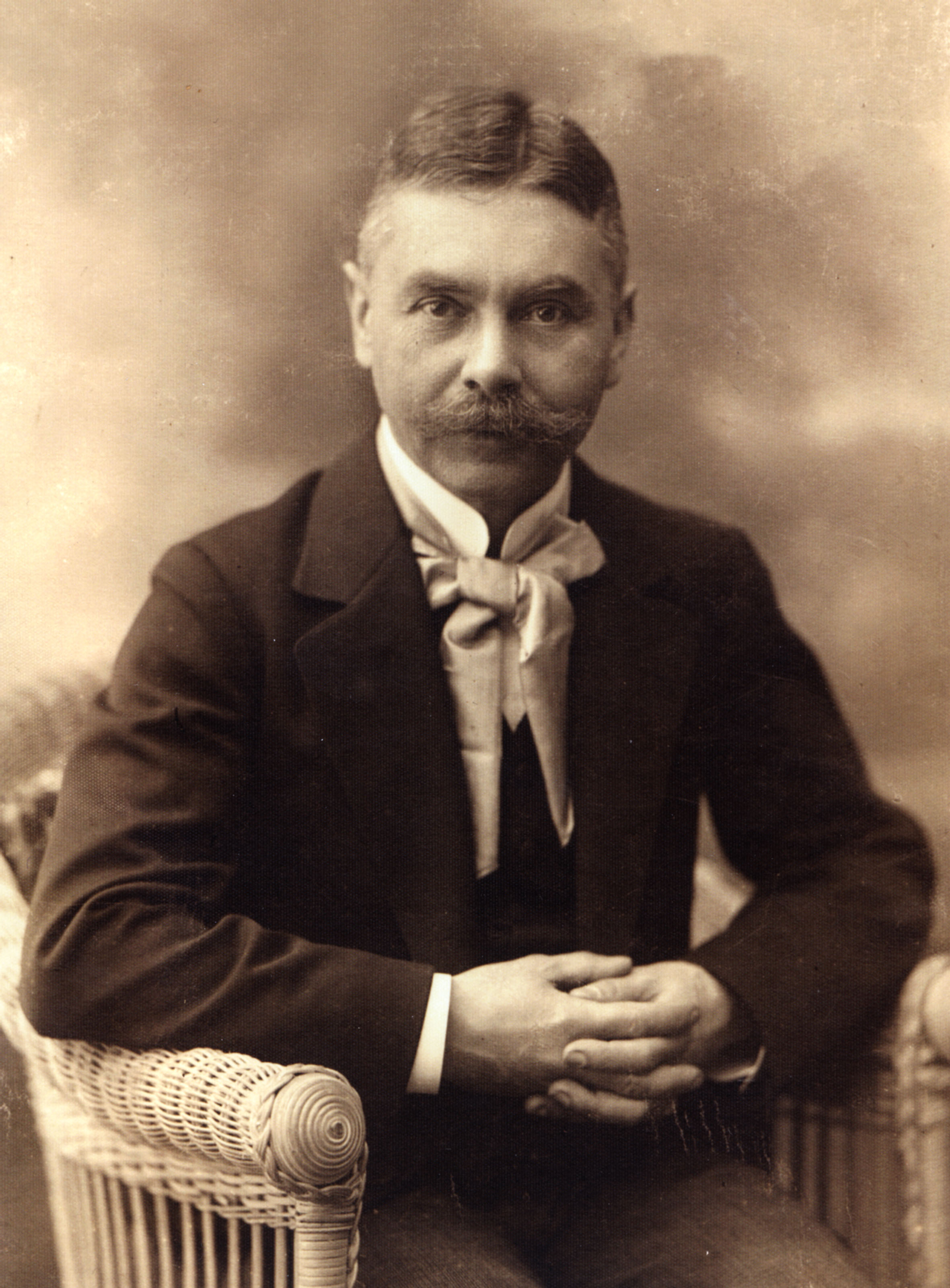
Karl Hürthle 1914

Karl Hürthle (* 16. März 1860 in Ludwigsburg; † 23. März 1945 in Tübingen) war ein deutscher Physiologe, der maßgeblich zur Erforschung der Funktionen des Blutkreislaufs (Blutströmung, Blutdruck, arterielle Gefäßmuskulatur) beitrug.

## Ausbildung und Beruf
In Ludwigsburg besuchte er die Grundschule und bis 1878 das Gymnasium in Stuttgart. Dann ging er an die Universität Tübingen, um dort Medizin zu studieren (Approbation und Promotion 1884). 1880 wurde er Mitglied der Tübinger Studentenverbindung Akademische Gesellschaft Stuttgardia. Schon während der Studienzeit arbeitete Hürthle als Assistent am Physiologischen Institut bei Karl von Vierordt (1818–1884). Nach dem Staatsexamen war er zwei Jahre als Prosektor am Anatomischen Institut bei Wilhelm Henke, um sich dann wieder der Physiologie zuzuwenden.
1886 bis 1888 war Hürthle Assistent von Paul Grützner (1847–1919) und arbeitete anschließend bei Rudolf Heidenhain am Physiologischen Institut Breslau. 1889 habilitierte er sich dort für die Physiologie und erhielt 1895 die außerordentliche Professur. 1898 übernahm er, nach Ernennung zum ordentlichen Professor, in der Nachfolge Heidenhains den Lehrstuhl für Physiologie und leitete das neuerbaute Institut bis zu seiner Emeritierung 1927. 1904 war er Gründungsvorsitzender der Deutschen Physiologischen Gesellschaft.
Dann kehrte Hürthle wieder in seine schwäbische Heimat nach Tübingen zurück, wo er sich weiter mit tierexperimentellen Untersuchungen des Blutdrucks beschäftigte, am Physiologischen Institut Tübingen und in der Abteilung für experimentelle Pathologie und Therapie des Kerckhoff-Instituts in Bad Nauheim (heute Max-Planck-Institut für Herz- und Lungenforschung). Hürthle bewies hier die pulsatorische Aktivität der Arterienwand der Bauchaorta und zeigte, dass während der Systole die Arterie erschlafft und sich während der Diastole anspannt (Windkesseleffekt, 1935, 1939).

## Leistung
Hürthle erforschte im Wesentlichen Probleme der Hämodynamik und Fragestellungen experimentell-physiologischer Untersuchungstechniken. Er beschrieb ein Maximum-Minimum-Manometer zur direkten invasiven arteriellen Blutdruckmessung (1888), das er tierexperimentell erprobte. Damit konnte zumindest der höchste und tiefste Punkt des arteriellen Drucks bestimmt werden.
Er beschäftigte sich mit der tierexperimentellen Messung der Blutviskosität, registrierte mechanisch die Herztöne des Menschen, entwarf eine Stromuhr zur Bestimmung der Blutströmungsgeschwindigkeit und registrierte sie photographisch in den Kapillaren, konstruierte einen Kaukraftmesser, entwickelte die Mikrokinematographie von Muskelfasern im polarisierten Sonnenlicht (1925), beschrieb Bewegungsphänomene der arteriellen Gefäßwand (1935, 1939) und schlug eine volumenoszillometrische fortlaufende Blutdruckmessmethode vor (1896).
Neben grundlegenden Untersuchungen zur Struktur der quergestreiften Muskulatur (1909) gingen seine hämodynamischen Studien Fragen der Blutdruckschwankungen, Blutdruck und Strömungsgeschwindigkeit sowie dem Problem von Vasomotorik und Blutströmung nach (1888–1898). Darüber hinaus beschäftigte er sich mit der intrakraniellen Zirkulation (1927) und der organspezifischen Blutversorgung (1927).
Auf dem Gebiet der physiologischen Chemie untersuchte er Sekretionsvorgänge in der Schilddrüse (1894), wies Fettsäure-Cholesterinester im Blut nach (1896) und erklärte toxische Wirkungen von Ammoniak auf die Muskelaktivität.

## Hürthle-Eponyme
Geläufige Eponyme sind Hürthle-Zellen-Adenom, ein aus Hürthle-Zellen (große granuläre eosinophil-gefärbte Epithelzellen mit azidophilem Zytoplasma) bestehendes follikuläres Adenom der Schilddrüse, und Hürthle-Zellen-Tumor (Schilddrüsenkrebs).
Hürthle hatte sich nur in einer einzigen umfangreichen Arbeit mit der Schilddrüse beschäftigt. Er beschrieb in der Schilddrüse des Hundes zwischen Schilddrüsenfollikeln gelegene Zellkomplexe, die er "interfollikuläres Epithel" nannte, die den parafollikulären Zellen entsprechen (C-Zellen, die Calcitonin produzieren). In Routinepräparaten sind diese Zellen beim Hund gut zu erkennen, beim Menschen nur nach Spezialfärbung.
In englischsprachiger Fachliteratur haben sich die Bezeichnungen "Hürthle-Zelle/-Adenom/-Tumor" eingebürgert, was auf einen Irrtum zurückgeht. Die betreffenden Tumorzellen der Schilddrüse (Onkozyten) entsprechen nicht den von Hürthle beschriebenen Zellen. Schilddrüsen-Onkozyten mit stark eosinophilem Zytoplasma wurden erstmals 1898 bei einem Patienten mit Morbus Basedow beobachtet. 1919 sprach dann James Ewing in einer Monographie über Tumorerkrankungen irrtümlich von "hypertrophen Hürthlezellen". Seither hat sich diese falsche Begrifflichkeit hartnäckig gehalten.

## Familie
Hürthle heiratete 1898 in Tübingen Agnes Landerer, eine Tochter des Rudolf Landerer (1847–1927), Sanitätsrat in Tübingen, und dessen Ehefrau Anna Glitsch. Aus der Ehe gingen drei Töchter und ein Sohn hervor. Sein Sohn Rudolf Hürthle (* 1899) war Chefarzt der Medizinischen Klinik des St.-Marien-Krankenhauses in Frankfurt.

## Auszeichnungen
- Ernennung zum Geheimen Medizinalrat durch Kaiser Wilhelm II. am 20. November 1909.
- Verleihung Roter Adler-Orden vierter Klasse durch Kaiser Wilhelm II. am 3. Juli 1911.
- Verleihung der Carl-Ludwig-Ehrenmünze durch die Deutsche Gesellschaft für Kardiologie, Herz- und Kreislaufforschung am 16. April 1934.
- Deutsche Akademie der Naturforscher Leopoldina, Wahljahr 1936, Sektion Physiologie.
- Ernennung zum Ehrenmitglied der Schlesischen Gesellschaft für vaterländische Kultur am 12. März 1940 (ordentliche Mitgliedschaft seit 1893, korrespondierendes Mitglied seit 1927).

## Werke
- Beiträge zur Kenntnis des Fibroma molluscum und der congenitalen Elephantiasis. Dissertation. Gustav Fischer, Jena 1886
- Zur Technik der Untersuchung des Blutdruckes. Pflügers Arch 43 (1888) 399
- Untersuchungen über die Innervation der Hirngefäße. Habilitation. Carl Georgi, Bonn 1889
- Ueber eine Methode zur Registrierung des arteriellen Blutdrucks beim Menschen. Dtsch Med Wochenschr 22 (1896) 574
- Beschreibung einer registrierenden Stromuhr. Archiv für die gesamte Physiologie des Menschen und der Tiere 97 (1903)
- Über die Struktur der querstreiftem Muskelfasern von Hydrophylus. Martin Hager, Bonn 1909
- Über tonische und pulsatorische Bewegungen der Arterienwand. Pflügers Archiv für die gesamte Physiologie 242 (1939) 1
- Histologische Struktur und optische Eigenschaften der Muskeln. In: Handb. d. normalen u. pathologischen Physiologie, Bd. 8, Berlin 1925
- Blutkreislauf im Gehirn. In: Handb. d. normalen u. pathologischen Physiologie, Bd. 10. Berlin 1927
- Die mittlere Blutversorgung der einzelnen Organe. In: Handb. d. normalen u. pathologischen Physiologie, Bd. 7, Berlin 1927
- Gestaltung und Wirkung des Arterienpulses. In: Archiv für Kreislaufforschung 14 (1944) 96–154